# Diòxid de carboni
El diòxid de carboni (antigament anomenat biòxid de carboni i anhídrid carbònic) és una substància molecular constituïda per carboni i oxigen de fórmula química CO₂. A temperatura ambient es presenta en forma de gas incolor, inodor i insípid. És present a l'atmosfera de la Terra en baixa concentració i en les aigües dissolt en forma d'àcid carbònic, {\displaystyle {\ce {H2CO3}}}. En concentracions altes pot provocar intoxicació per diòxid de carboni. És indispensable per a la vida; els vegetals i les algues mitjançant la fotosíntesi el redueixen per l'acció combinada la clorofil·la i la llum, i produeixen composts orgànics i oxigen. És un dels productes de la combustió dels materials orgànics i de la respiració, tant dels animals com dels vegetals. Per altra banda, és un dels gasos de l'atmosfera que manté la temperatura de la Terra gràcies a l'efecte d'hivernacle, essent el segon gas amb efecte d'hivernacle més important, després del vapor d'aigua. L'augment actual de la seva concentració atmosfèrica, deguda a l'ús de combustibles fòssils (carbó, petroli i gas natural) i la desforestació, està produint l'escalfament global del planeta. S'han establert normatives internacionals i grups de treball, com el Protocol de Kyoto, la Convenció Marc sobre el Canvi Climàtic o el Grup Intergovernamental sobre el Canvi Climàtic, per a intentar reduir aquest augment.

## Història

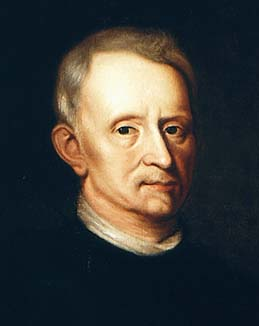
Jan Baptist van Helmont, oli de Mary Beale (circa 1674)

Cap al 1630, el científic brabançó Jan Baptist van Helmont (1580-1644) descobrí que certs vapors es diferenciaven de l'aire, que en aquell moment es pensava que eren una sola substància o element químic. Van Helmont encunyà el terme gas (alteració del mot llatí chaos, 'caos') per descriure aquests vapors i recollí el que es produïa cremant llenya, anomenant-lo spiritus sylvestrus, per la qual cosa Van Helmont és reconegut com el descobridor del diòxid de carboni. Observà, també, que es produïa en la fermentació del vi i d'altres processos naturals. Poc temps després, altres científics detectaren similituds entre els processos de respiració i combustió. Així descobriren que la flama de les espelmes s'extingirà quan es tanca en una gerra amb un subministrament limitat d’aire, o que en les mateixes condicions moria un ocell o animal petit.
El 1756, el químic escocès Joseph Black (1728-1799) anomenà el diòxid de carboni aire fix, perquè és absorbit per una dissolució d'hidròxid de calci donant carbonat de calci segons l'equació:
{\displaystyle {\ce {CO2 + Ca(OH)2 -> CaCO3 + H2O}}}
El 1764 demostrà que es produïa per la respiració. Black pujà al sostre d’una església de Glasgow, que havia sigut ocupada durant unes deu hores de devoció religiosa per una congregació de 1500 persones, i mesurà l'àcid fix que havia exhalat la diligent i adormida congregació. Però fou el químic francès Antoine-Laurent Lavoisier (1743-1794) qui establí definitivament l'excreció de diòxid de carboni després de la seva formació en el metabolisme, tot i que pensà erròniament que es formava als pulmons. Black descobrí, també, que està present a l’atmosfera, determinà que era un gas més pesant que l’aire i caracteritzà el seu comportament químic com el d’un àcid feble. Els pioners treballs de van Helmont i Black motivaren altres científics en l'estudi dels gasos, com ara el químic i físic anglès Henry Cavendish (1731-1810), el químic suec Carl Wilhelm Scheele (1742-1786)) i altres químics.

Despreniment de bombolles de CO₂ en una aigua carbonatada

El primer ús pràctic del diòxid de carboni fou inventat pel químic anglès Joseph Priestley (1733-1804) a mitjans dels anys 1700. Priestley havia repetit els experiments de Black mitjançant el gas produït per la fermentació de gra i demostrà que tenia les mateixes propietats que l'aire fix. Quan Priestley dissolgué el gas en l'aigua, trobà que creava una beguda refrescant amb un sabor lleugerament agre. Fou la primera aigua artificialment carbonatada, coneguda com a aigua gasosa o seltzer.
El 1783, el científic francès, Pierre Simon de Laplace (1749-1827) utilitzà un conill de rata per demostrar quantitativament que l’oxigen de l’aire s'utilitza per cremar carboni emmagatzemat al cos i produeix diòxid de carboni en l’alè exhalat. A la dècada de 1770, el fisiòleg holandès Jan Ingen-Housz (1730-1799) establí els principis de la fotosíntesi que ajudaren a explicar la superstició antiga que les plantes purifiquen l’aire durant el dia i l'enverinen durant la nit.
El químic anglès John Dalton (1766-1844) determinà el 1803 que la molècula de diòxid de carboni conté un àtom de carboni i dos àtoms d’oxigen. El 1834 el francès Charles Thilorier (1797-1852) obtingué per primera vegada diòxid de carboni sòlid. El seu ús comercial s'inicià en la dècada del 1920. El 1924 l'empresa estatunidenca Prest Air Devices of Long Island encunyà el terme gel sec per referir-se al diòxid de carboni sòlid.

## Estat natural

### Atmosfera

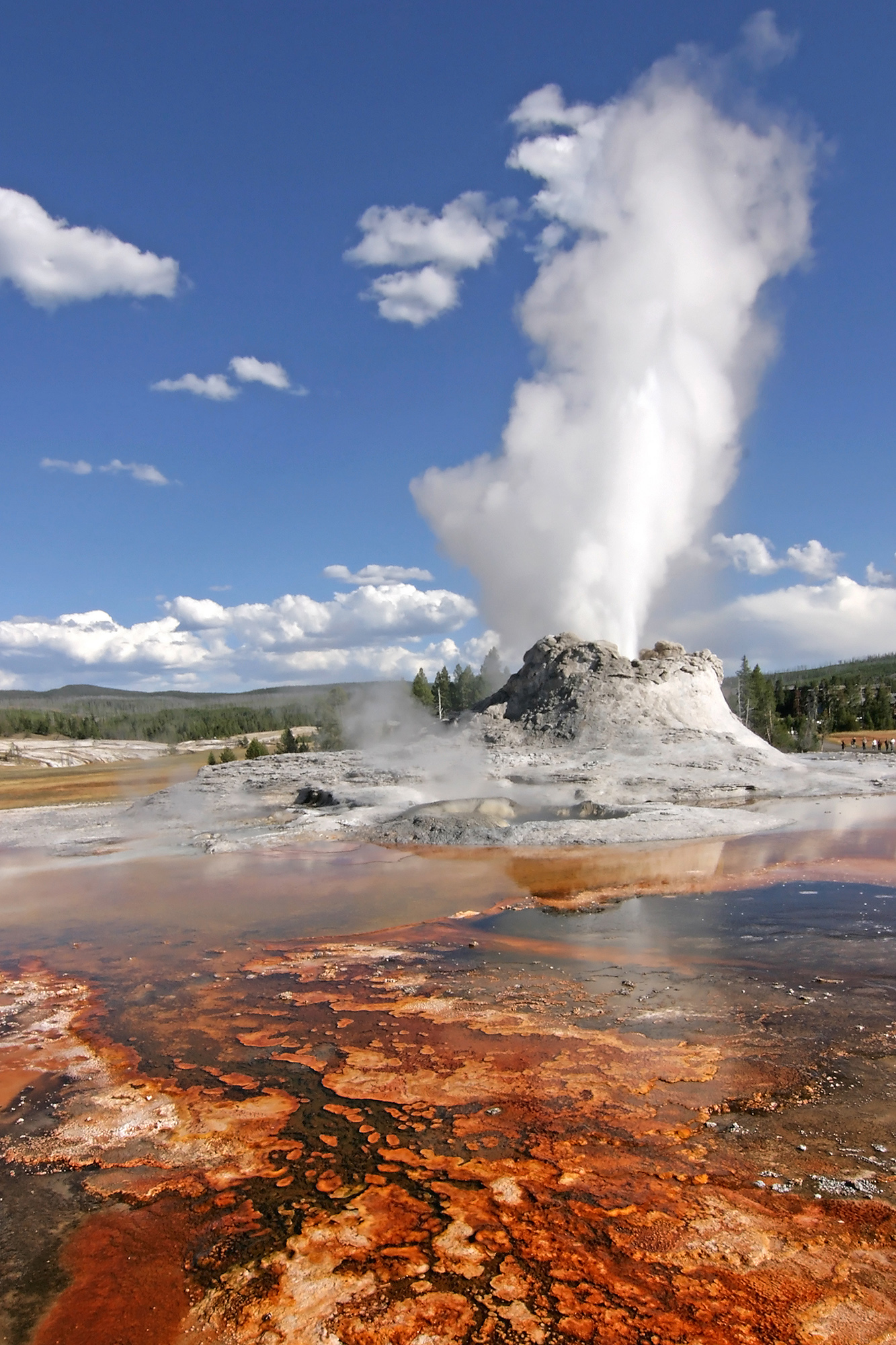
Guèiser al Parc Nacional de Yellowstone, EUA

El diòxid de carboni és un dels gasos presents a l'atmosfera de la Terra. L'agost del 2019 la proporció de CO₂ a l'atmosfera de la Terra era al voltant d'un 0,0410 % en volum (exactament 409,95 µL/L o ppmv) o un 0,0620 % en pes de CO₂. Com que la massa de l'atmosfera és de 5,14×1018 kg això representa aproximadament 3,2×1012 tones de CO₂ en el conjunt de l'atmosfera. A causa de l'àrea més gran de terra a l'hemisferi nord i, per tant, a una superfície vegetal més gran en comparació amb l'hemisferi sud, hi ha una fluctuació anual d'uns 5 µL/L, culminant el maig i arribant a un mínim l'octubre al final de l'estació de creixement de l'hemisferi nord, quan la quantitat de biomassa al planeta és més gran. Malgrat la seva petita concentració, el CO₂ és un component molt important de l'atmosfera de Terra, perquè absorbeix la radiació infraroja a les longituds d'ona de 4,26 µm i 14,99 µm i realça per tant l'efecte d'hivernacle.
El diòxid de carboni atmosfèric prové de diferents fonts. Els volcans i guèisers llancen diòxid de carboni a l'atmosfera de manera natural mesclat amb altres substàncies, les combustions de masses vegetals són també una font natural del diòxid de carboni atmosfèric, així com la respiració d'animals i plantes. per altra banda, des de la revolució industrial hi ha una aportació antropogènica de diòxid de carboni que prové del consum de combustibles fòssils (carbó, petroli i gas natural) així com un augment de la combustió natural de vegetals.

### Oceans
Els oceans de la Terra contenen una quantitat enorme de diòxid de carboni en forma d'ions hidrogencarbonat {\displaystyle {\ce {HCO3-}}}i carbonat {\displaystyle {\ce {CO3^{2-}}}}, molt més que la quantitat existent en l'atmosfera. L'hidrogencarbonat es produeix en reaccions químiques entre les roques, l'aigua, i el diòxid de carboni. Un exemple és la dissolució de carbonat de calci:
{\displaystyle {\ce {CaCO3{}+CO2{}+H2O<=>Ca^{2+}{}+2{HCO_{3}}^{-}}}}
Aquestes reaccions tendeixen a amortir els canvis en el {\displaystyle {\ce {CO2}}} atmosfèric. Les reaccions entre diòxid de carboni i roques no-carbonatades com els silicats també afegeixen hidrogencarbonat als mars:
{\displaystyle {\ce {CaSiO3{}+ 2CO2{}+ 3H2O <=> Ca^{2+}{}+ H4SiO4 + 2HCO3-}}}
que poden més tard sofrir l'invers de la reacció citada per formar roques de carbonat, però alliberant només la meitat del CO₂, consumida en la primera reacció. En el transcurs de centenars de milions d'anys això ha produït quantitats enormes de roques de carbonat, i ha enretirat la major part del diòxid de carboni de l'atmosfera. Si totes les roques de carbonat a l'escorça terrestre es convertissin de nou en diòxid de carboni, el diòxid de carboni resultant pesaria 40 vegades tant com la resta de l'atmosfera actual i l'atmosfera de la Terra seria semblant a la del planeta Venus.

### Altres planetes

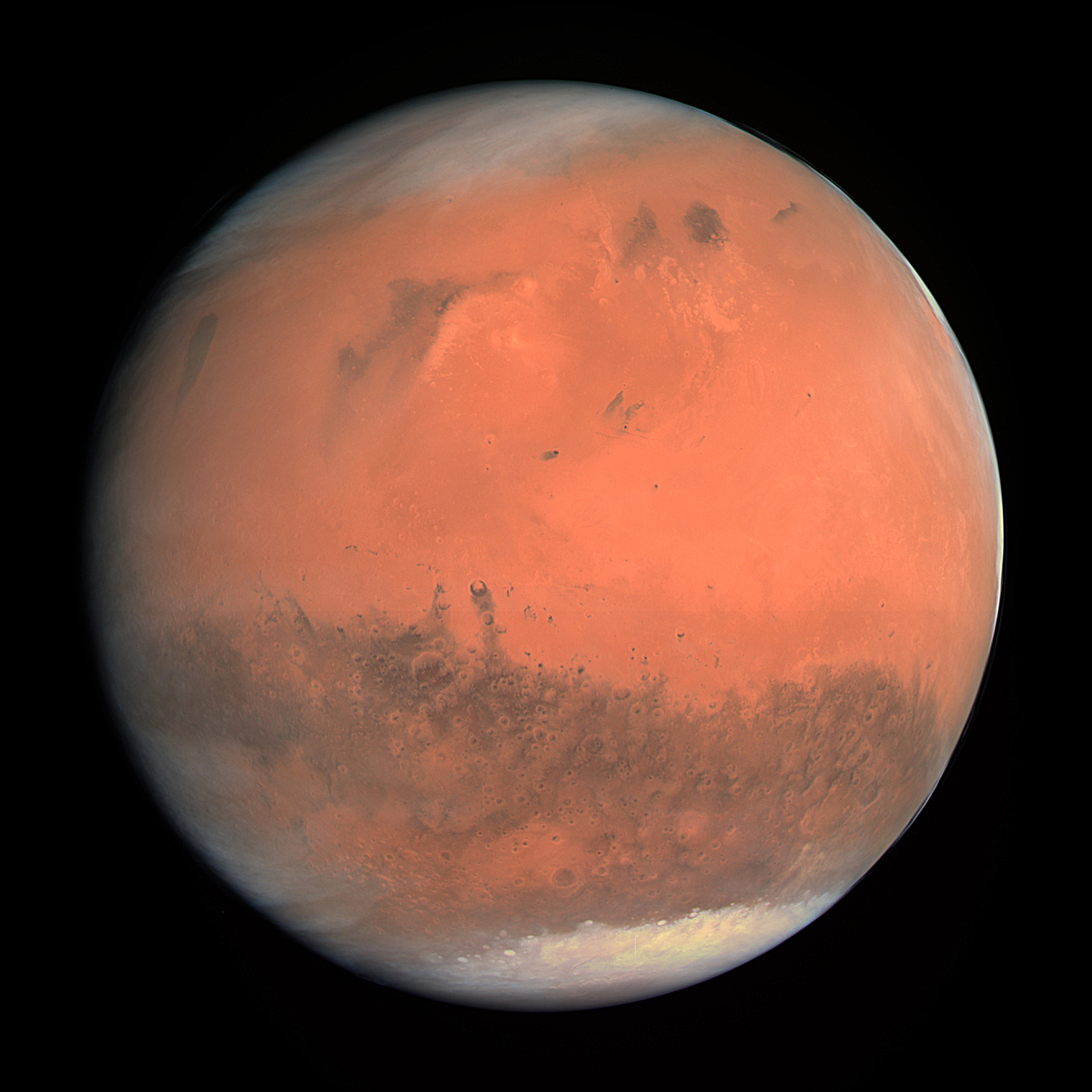
Fotografia de Mart on s'observa el blanc dels pols corresponents a CO₂ sòlid

En els planetes Venus i Mart del sistema solar s'ha detectat la presència abundant de diòxid de carboni a les seves atmosferes. Venus conté una densa atmosfera, composta en la seva major part per diòxid de carboni (96,5 %) i una petita quantitat de nitrogen (3,5 %). La pressió al nivell de la superfície és 90 vegades superior a la pressió atmosfèrica en la superfície terrestre (una pressió equivalent a una profunditat d'un quilòmetre sota el nivell del mar a la Terra). L'enorme quantitat de CO₂ de l'atmosfera provoca un fort efecte d'hivernacle que eleva la temperatura de la superfície del planeta fins a prop de 460 °C a les regions menys elevades prop de l'equador. Això fa que Venus sigui més calent que Mercuri, malgrat trobar-se a més del doble de la distància del Sol que aquest i de rebre només el 25% de la seva radiació solar.
L'atmosfera de Mart està constituïda en un 95,32 % per diòxid de carboni, però és molt tènue, amb una pressió superficial de només 7 a 9 mil·libars enfront dels 1 033 mbars de l'atmosfera terrestre. Això significa que és només una centèsima part de la terrestre. Els casquets polars de Mart són formats per una capa molt prima de gel de CO₂ i, especialment el casquet sud, per una altra capa més ampla de gel d'aigua. En l'estiu austral, el diòxid de carboni se sublima per complet, deixant una capa residual de gel d'aigua. En cent anys d'observació, el casquet polar sud ha desaparegut dues vegades per complet, mentre el nord no ho ha fet mai.
També s'ha descobert en algunes atmosferes d'exoplanetes, com ara en la del HD 189733b, un Júpiter ardent en la qual atmosfera fou descobert el 2008 per primera vegada CO₂ fora del sistema solar.

## Estructura de la molècula i del gel sec

Polaritat dels enllaços del CO₂

L'estructura química de la molècula de diòxid de carboni consta d'un àtom central de carboni unit amb dos dobles enllaços covalents als dos àtoms d'oxigen, els tres alineats en línia recta (angle entre enllaços 180°) segons el model {\textstyle {\ce {O=C=O}}}. Segons la teoria d'enllaç de valència el carboni presenta dos orbitals atòmics híbrids {\displaystyle {\ce {sp}}} que formen els dos enllaços σ amb els dos oxígens, amb orbitals híbrids {\displaystyle {\ce {sp^2}}}. El carboni té també dos orbitals p no hibridats, cadascun forma un enllaç π amb un orbital p d'un dels oxígens. Cada enllaç C=O té una longitud de 116,3 pm i una energia de 750 kJ·mol−1, considerablement alta si la comparam amb els enllaços C=C, C–O i C–H. La longitud total de la molècula és de 0,24 nm.
L'electronegativitat de l'oxigen és 3,5 i la del carboni 2,5, aquesta diferència fa que els electrons dels enllaços estiguin desplaçats cap a l'oxigen, l'element més electronegatiu, donant lloc a un enllaç polaritzat. Malgrat que els enllaços presenten polaritat, no presenta dipol elèctric a causa de la seva simetria que anul·la els dos moments dipolars oposats dels dos enllaços.

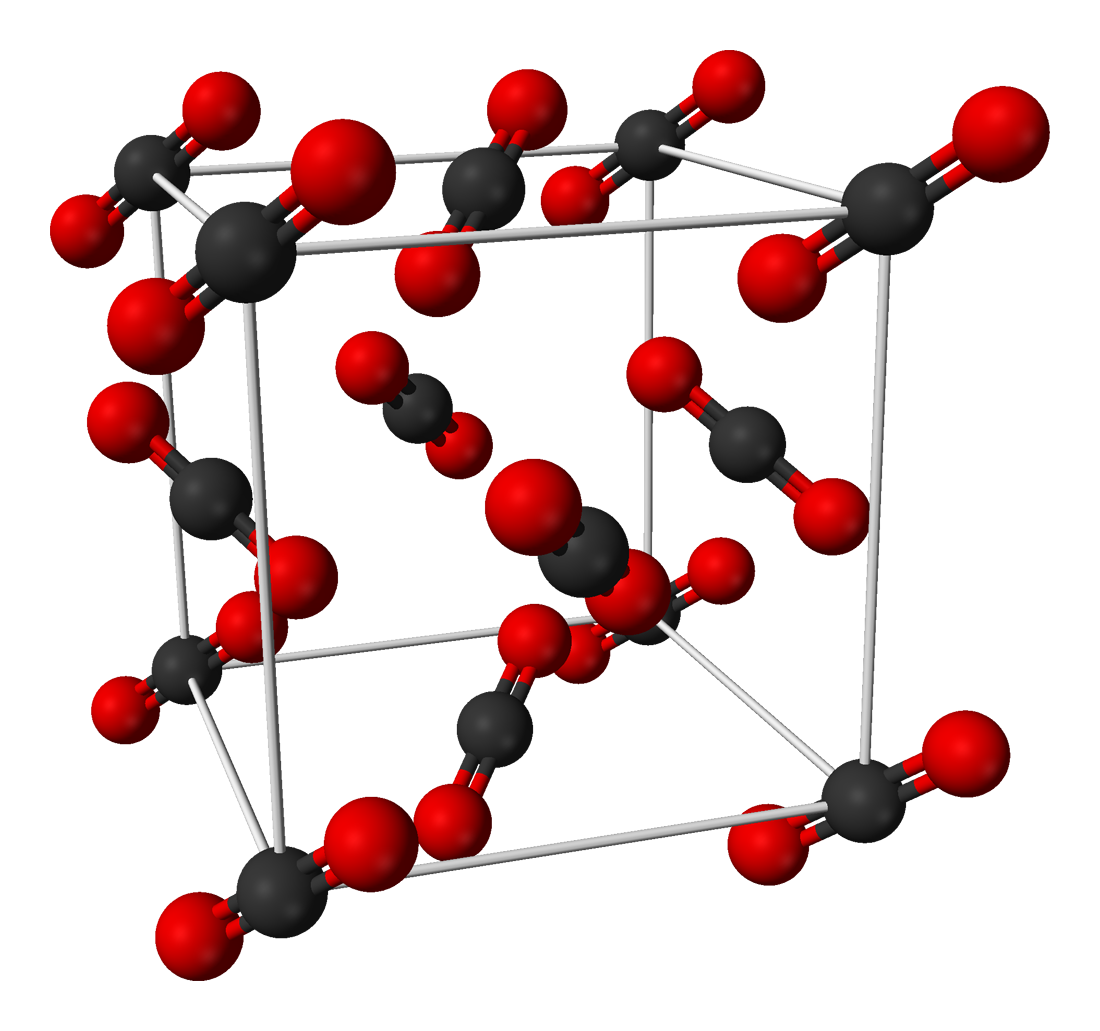
Estructura cristal·lina de la fase I, el gel sec

En estat sòlid se'l pot trobar formant diferents estructures o fases en les quals les molècules apolars de CO₂ s'uneixen mitjançant les febles forces de dispersió de London (dipol instantani - dipol induït), per la qual cosa la seva temperatura de fusió és molt baixa (–78,5 °C). L'estructura de la fase I és la del gel sec. La seva cel·la elemental és cúbica (grup espacial {\displaystyle {\ce {Pa{3}}}}) amb arestes iguals de longitud aproximada 0,55 nm que conté 4 molècules de CO₂. Els enllaços covalents C=O hi tenen una longitud de 116,8 pm, molt semblant a la longitud d'enllaç de la molècula lliure.
Les fases d’alta pressió i temperatura són especialment importants per comprendre els interiors dels planetes i la formació d’estrelles. Fins al moment se n'han identificat set de diferents. Les fases I, III i VII són sòlids moleculars típics, mentre que les fases V i VI són fases esteses similars a les del Diòxid de silici {\displaystyle {\ce {SiO2}}}. La fase II és una fase intermediària mal entesa i la fase IV encara no està ben estudiada.

## Propietats químiques i físiques

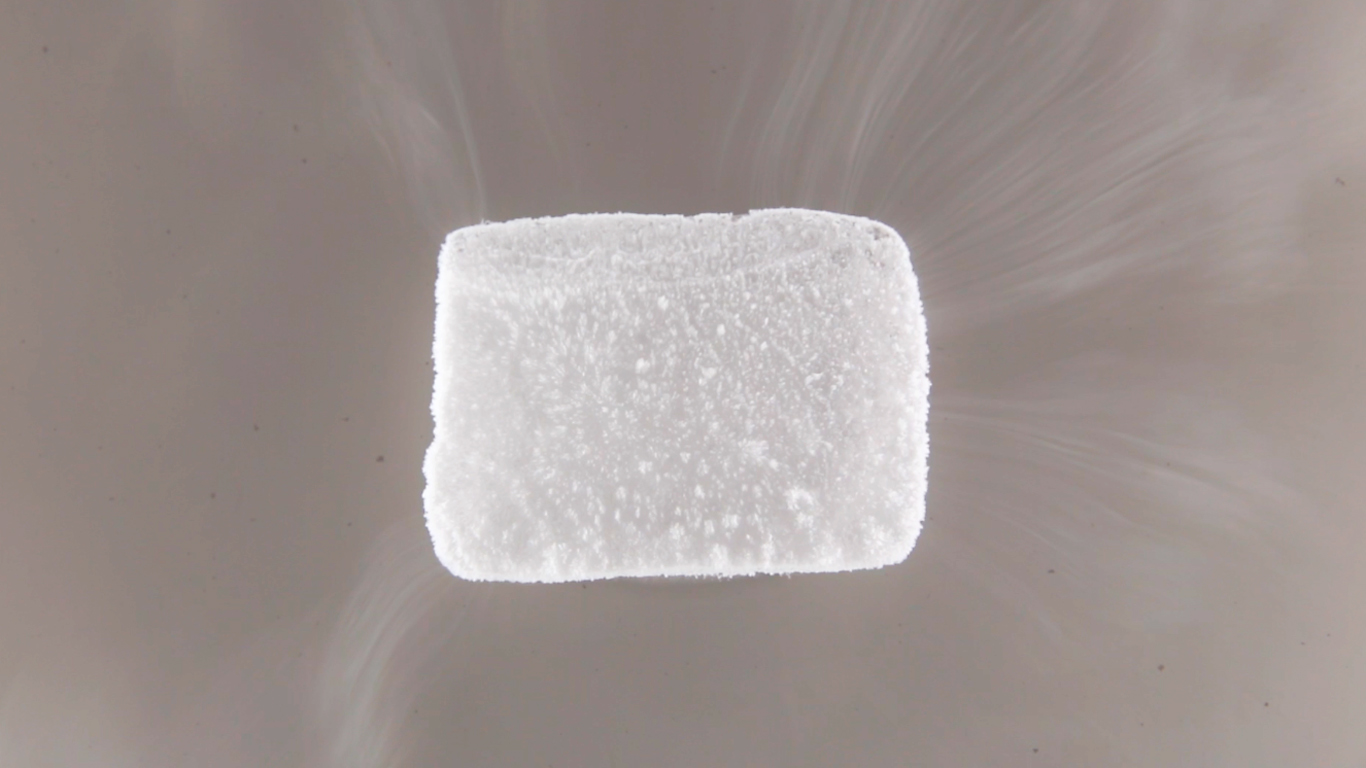
Gel sec sublimant

A temperatura ambient és un gas incolor, inodor i insípid la qual densitat a 25 °C és d'1,98 kg/m³, al voltant d'1,65 vegades la de l'aire, la qual cosa fa que aquest gas tingui tendència a acumular-se en les parts fondes. A temperatures per sota –78 °C el diòxid de carboni es troba en forma d'un sòlid blanc anomenat gel sec. El diòxid de carboni líquid es forma només a pressions superiors a 5,1 atm; a pressió atmosfèrica, passa directament de la fase sòlida a la fase gasosa en un procés anomenat sublimació.
Com que ja està completament oxidat (nombre d'oxidació IV pel carboni), no és gaire reactiu i, en particular, no és inflamable. Inhalat a altes concentracions produeix un gust àcid a la boca i una sensació picant al nas i la gola. Aquests efectes són produïts pel gas que es dissol en les membranes mucoses i a la saliva, formant una solució feble d'àcid carbònic, {\displaystyle {\ce {H2CO3}}}. La molècula de diòxid de carboni és apolar i sembla que hauria de ser poc soluble en aigua, però també és un àcid de Lewis, la qual cosa li permet acceptar una parella d'electrons de l'oxigen de l'aigua donant àcid carbònic {\displaystyle {\ce {H2CO3}}} incrementant la seva solubilitat. La reacció es pot representar per:{\displaystyle {\ce {CO2(g) + H2O(l) <=> H2CO3(aq)}}}

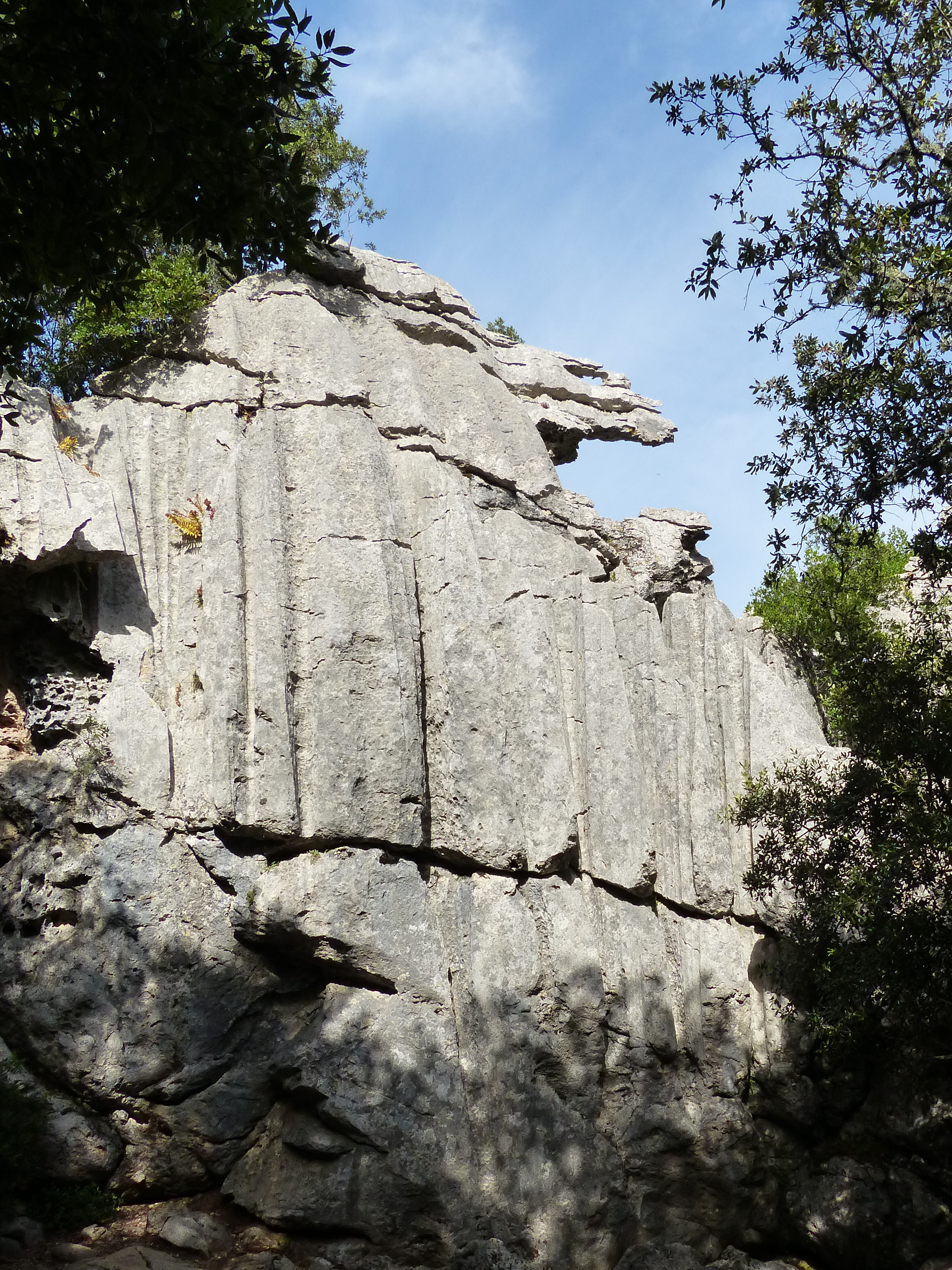
Modelat càrstic a la serra de Tramuntana de Mallorca

L'àcid carbònic en dissolució experimenta dues dissociacions que donen lloc als equilibris químics:{\displaystyle {\ce {H2CO3(aq) + H2O(l) <=> HCO3^{-}(aq) + H3O+(aq)}}}{\displaystyle {\ce {HCO3^{-}(aq) + H2O(l) <=> CO3^{2-}(aq) + H3O+(aq)}}}
Les concentracions relatives de cada espècie química depenen del pH. En aigua neutra o una mica alcalina (pH > 6,5), la forma hidrogencarbonat {\displaystyle {\ce {HCO3^-}}}predomina, mentre que en aigua molt alcalina l'anió predominant és el carbonat {\displaystyle {\ce {CO3^{2-}}}}. L'hidrogencarbonat i el carbonat són molt solubles en aigua, de tal manera que l'aigua de l'oceà en equilibri amb l'aire (lleugerament alcalina amb un pH típic 8,2-8,5) conté al voltant de 120 mg d'hidrogencarbonat per litre, equivalent al {\displaystyle {\ce {CO2}}} contingut en 130 litres d'aire. L'aigua de pluja també duu dissolt diòxid de carboni, la qual cosa fa que tengui un pH àcid, al voltant d'un valor de 5,6. Aquesta acidesa produeix la dissolució de les roques calcàries i dona lloc al modelatge càrstic.
La valorització del CO₂ com a reactiu químic rep actualment una atenció considerable i creixent per part de la comunitat científica. No obstant això, l'ús del CO₂ encara és problemàtic pel fet de ser la forma més oxidada del carboni, i perquè és termodinàmicament estable i/o cinèticament inert en les transformacions desitjades. En conseqüència, la majoria dels estudis coneguts utilitzen substrats altament reactius i/o condicions de reacció severes per activar el CO₂, limitant la seva aplicació. En particular, l’acoblament catalític de CO₂ amb substrats rics en energia, com ara epòxids i aziridines, per generar policarbonats/policarbamats i/o carbonats/carbamats cíclics ha despertat una atenció important durant les últimes dècades. Per crear enllaços C-C amb CO₂, l'ús de nucleòfils de carboni es limita específicament a organolits nucleòfils forts i reactius Grignard, així com a fenolats. Juntament amb el ràpid desenvolupament de la química i catàlisi organometàl·lica, s'han descobert diversos tipus de transformacions de CO₂ eficients en síntesi orgànica durant les últimes dècades, millorant molt la seva eficàcia i aplicabilitat.

## Obtenció
Diferents mètodes s'empren per obtenir diòxid de carboni en quantitats industrials. Obtenir-lo directament de l'atmosfera no és viable degut a la seva baixa concentració.
1) Combustió del carbó de coc o d'altres composts de carboni. En aquest procés cal concentrar el diòxid de carboni i separar-lo d'altres gasos que també es produeixen mitjançant reaccions paral·leles d'impureses del carbó o si el reactiu no és carbó. L'equació és:
{\displaystyle {\ce {C(s) + O2(g) -> CO2(g)}}}

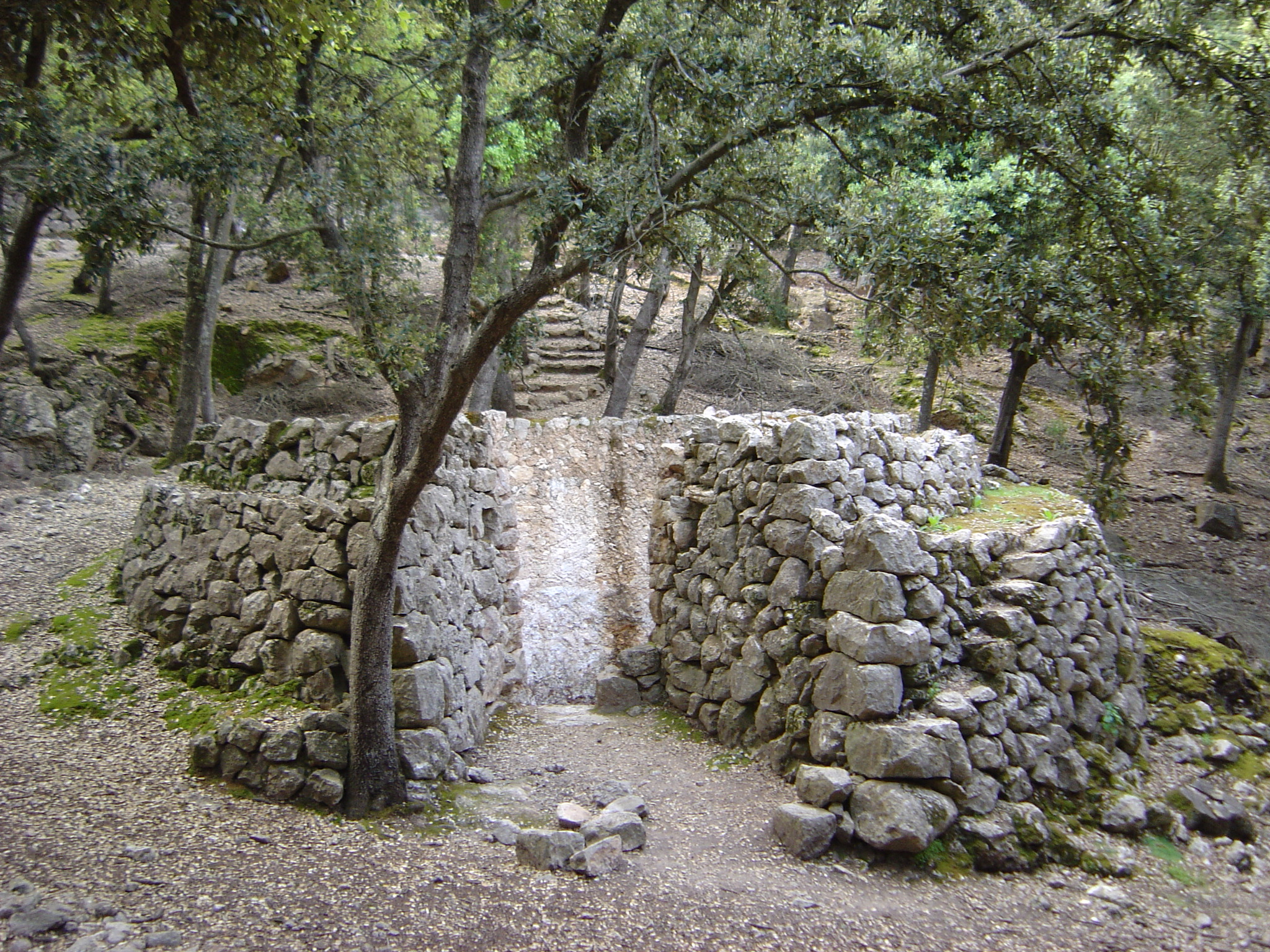
Forn de calç tradicional a Mallorca destinat a la calcinació de carbonat de calci

2) Descomposició tèrmica de carbonats, com ara el carbonat de calci {\displaystyle {\ce {CaCO3}}} que s'escalfen a temperatures entre 500 °C i 900 °C. També s'obté òxid de calci {\displaystyle {\ce {CaO}}}:
{\displaystyle {\ce {CaCO3(s) ->[\Delta] CaO(s) + CO2(g)}}}
3) La fermentació de glúcids com la glucosa {\displaystyle {\ce {C6H12O6}}} per obtenir etanol {\displaystyle {\ce {C2H5OH}}} dona com a producte secundari diòxid de carboni:
{\displaystyle {\ce {C6H12O6(aq)->[{\text{ferment}}]2C2H5OH(aq){}+2CO2(g)}}}
Finalment, hi ha d'altres processos que obtenen diòxid de carboni com a subproducte, com ara el procés Haber-Bosch de síntesi d'amoníac.

## Fotosíntesi

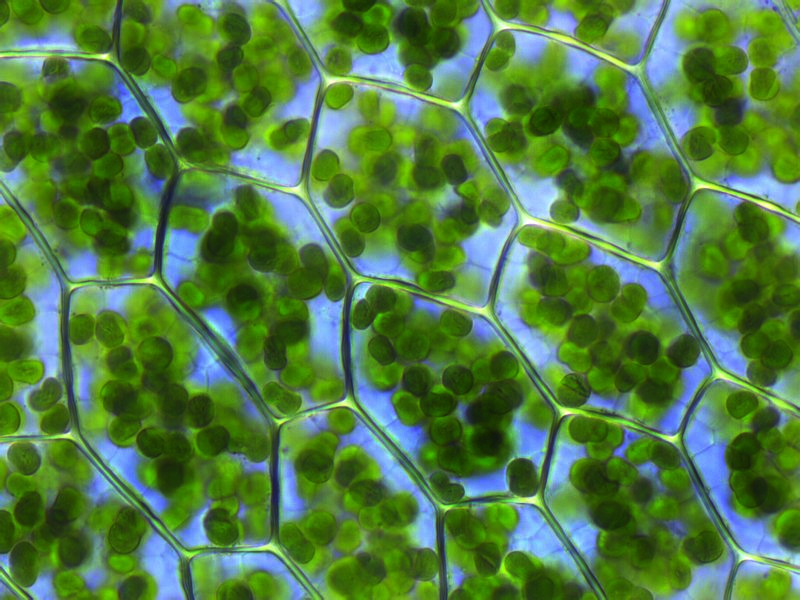
Cèl·lules vegetals en les quals són visibles els cloroplasts, orgànuls on té lloc la fotosíntesi

La fotosíntesi és un conjunt de reaccions bioquímiques que realitzen diversos procariotes (cianofícies i alguns bacteris) i totes les plantes verdes per tal de sintetitzar composts orgànics, mitjançant l'energia lumínica, a partir del diòxid de carboni i d’una substància (generalment l’aigua) capaç de cedir hidrogen. És un procés fonamental per a la vida en la Terra. L'equació química global pot representar-se com:
{\displaystyle {\ce {6CO2{}+6H2O->[{} \atop {h\nu }]C6H12O6{}+6O2}}}
Tanmateix, té lloc mitjançant un cert nombre d'etapes complexes. En la fase fosca de la fotosíntesi l'enzim RuBisCO captura el {\displaystyle {\ce {CO2}}} de l'atmosfera terrestre i mitjançant el cicle de Calvin-Benson es converteix en molècules orgàniques de tres àtoms de carboni, que seran després transformades en glucosa {\displaystyle {\ce {C6H12O6}}}. La fixació de carboni produeix un producte intermediari, que és convertit en els glúcids d'hexosa finals. Aquests glúcids són utilitzats per a formar altres productes orgànics, com la cel·lulosa, els precursors de la biosíntesi dels lípids i dels aminoàcids o combustible en la respiració cel·lular.

## Usos

### Indústria alimentària

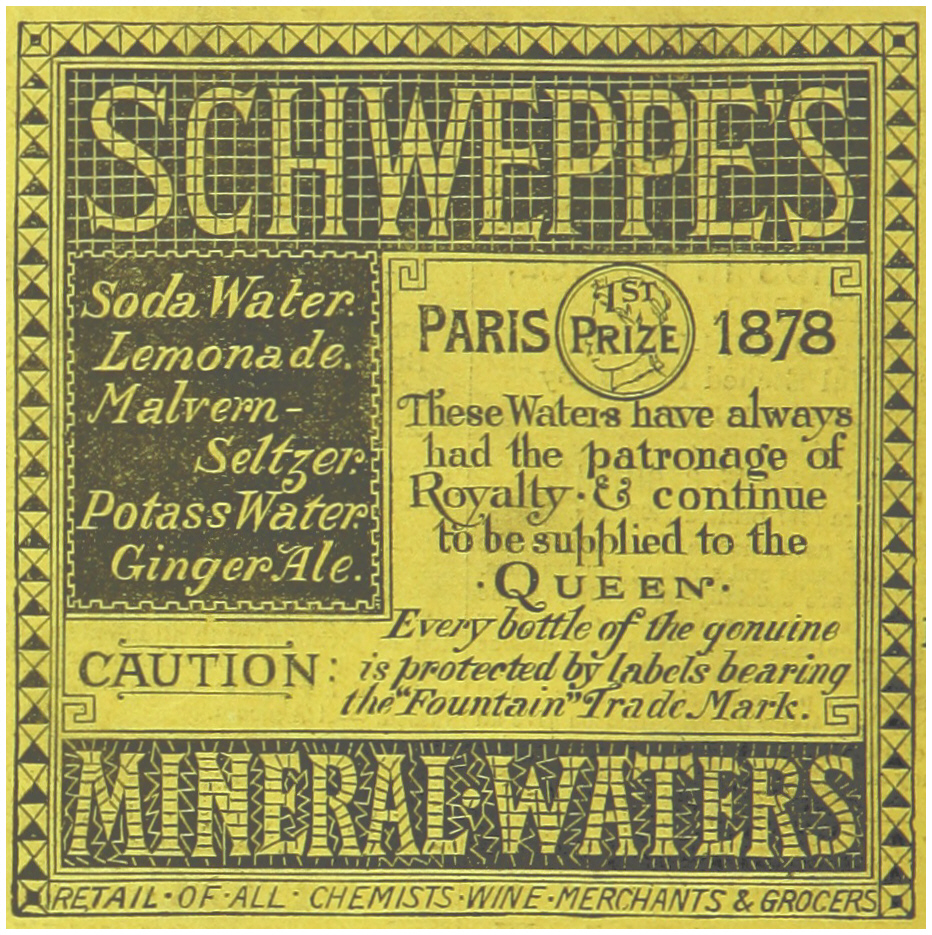
Cartell de les begudes comercialitzades per Schweppe

El diòxid de carboni en estat líquid i sòlid (gel sec) s'empra majoritàriament com a refrigerant, especialment en el sector alimentari, durant el transport i emmagatzematge de gelats i altres aliments congelats. El diòxid de carboni s'utilitza també per produir begudes carbonatades bombollejant CO₂ dins l'aigua, des de la dècada dels 1790, en què fou comercialitzada la primera beguda d'aquest tipus per l'industrial alemany Johann Jacob Schweppe (1740-1821). El caramel anomenat Peta Zetas es pressuritza amb gas de diòxid de carboni a aproximadament 40 atm. Quan posem el caramel a la boca, es dissol (just com qualsevol altre caramel dur) i allibera les bombolles de gas amb un "pop" audible. La gasificació de la cervesa i el cava es produeix durant fermentació natural, però alguns fabricants carbonaten aquestes begudes artificialment, però el producte és d'inferior qualitat.
El diòxid de carboni també s'empra per fer més esponjoses de pans, coques i pastissos. S'empren llevats de dos tipus: els formats per microorganismes, com el llevat de forner que produeixen el diòxid de carboni per fermentació dels glúcids presents a la massa:
{\displaystyle {\ce {C6H12O6(aq)->[{\text{ferment}}]2C2H5OH(aq){}+2CO2(g)}}}
i els químics, que produeixen el diòxid de carboni per la descomposició d'hidrogencarbonat de sodi, {\displaystyle {\ce {NaHCO3}}} a causa de l'escalfor o a l'exposició a àcids.
{\displaystyle {\ce {2 NaHCO3(s) ->[\Delta] Na2CO3(s) + H2O(l) + CO2(g)}}}

### Indústria química

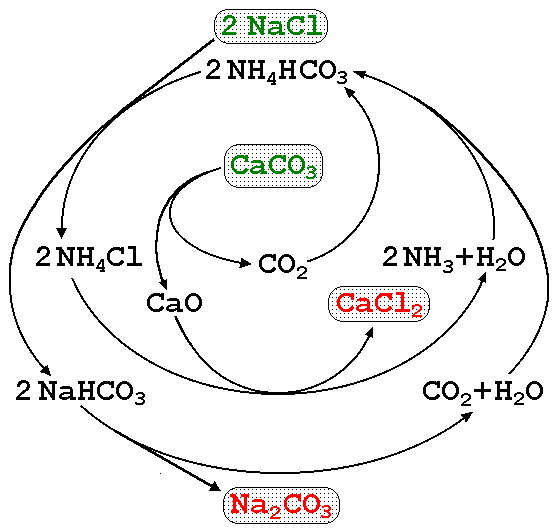
Procés Solvay

Un dels usos més importants del diòxid de carboni és la producció de carbonat de sodi monohidrat (sosa) {\displaystyle {\ce {Na2CO3.H2O}}}. S'empra el procés Solvay que permet produir el carbonat de sodi mitjançant una sèrie de reaccions a partir de carbonat de calci i clorur de sodi intervenint el diòxid de carboni en dues etapes. Del carbonat de sodi es pot obtenir l'hidrogencarbonat de sodi {\displaystyle {\ce {NaHCO3}}} a partir de la reacció:
{\displaystyle {\ce {Na2CO3(s) + H2O(l) + CO2(g) -> 2 NaHCO3(s)}}}
S'empra la reacció de Sabatier per obtenir gas metà {\displaystyle {\ce {CH4}}} a partir del diòxid de carboni i hidrogen a temperatures entre 300 °C i 400 °C en presència d'un catalitzador de níquel, ruteni, rodi o d'òxid d'alumini. És una reacció que també s'empra a l'Estació Espacial Internacional per eliminar el {\displaystyle {\ce {CO2}}} i recuperar aigua.
{\displaystyle {\ce {4H2(g){}+CO2(g)->[{} \atop {400\;^{o}C}]CH4(g){}+2H2O(g)}}}
El diòxid de carboni ha començat a atreure atenció en les indústries de processament químiques farmacèutiques i altres com a alternativa menys tòxica als dissolvents organoclorats. En estat supercrític és un bon dissolvent per a molts composts orgànics, i s'utilitza àmpliament per extreure la cafeïna del cafè i obtenir cafè descafeïnat; per a la desnicotinatzió del tabac; per a la desodorització d’olis i greixos; per a l'extracció d'olis vegetals, espècies, fragàncies naturals, colorants naturals, etc.

### Gas inert

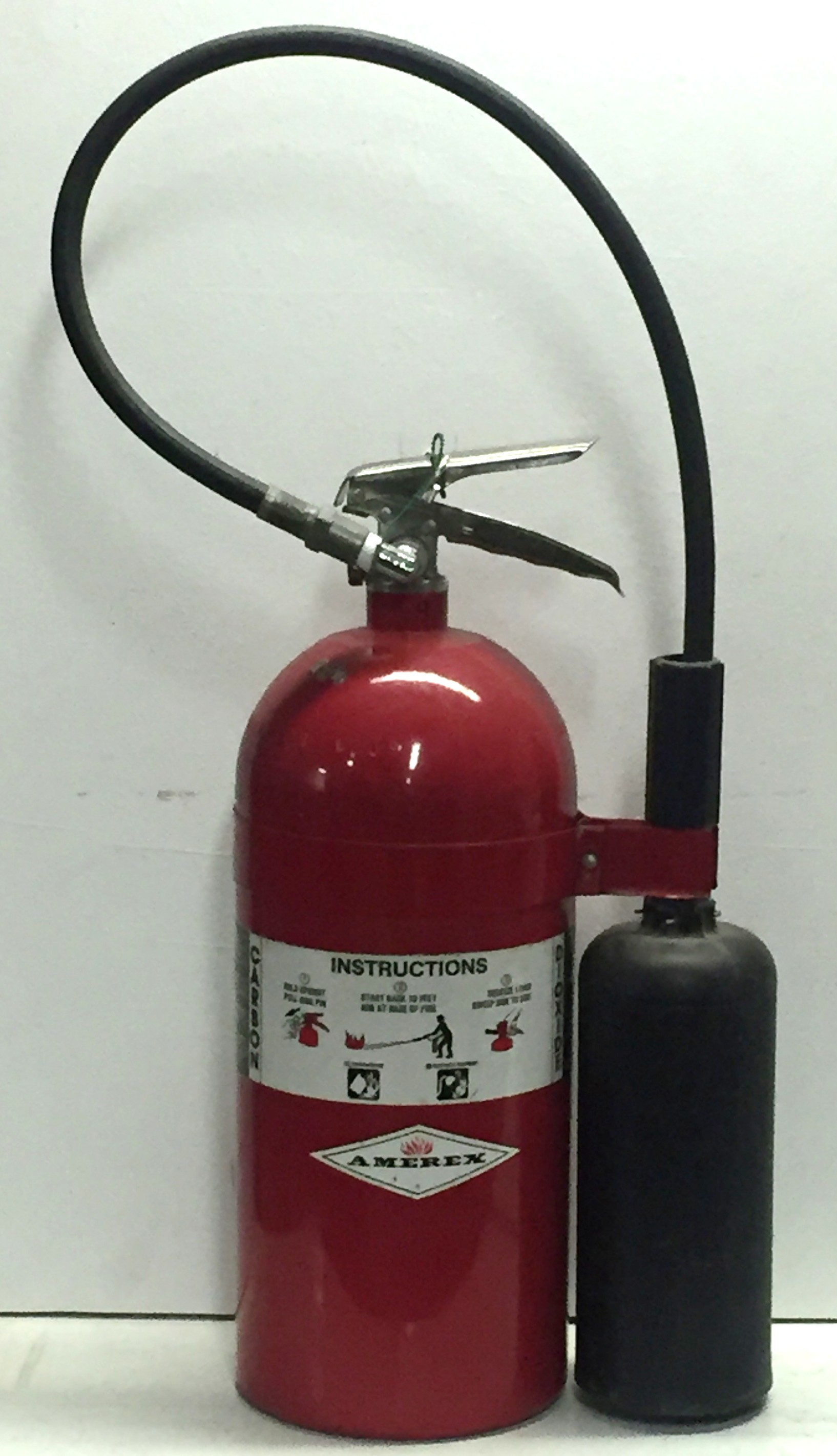
Extintor de CO₂ especial per focs de circuits elèctrics

El diòxid de carboni s'utilitza sovint com un gas pressuritzat barat, no inflamable. Les armilles salvavides i els bots salvavides, sovint contenen bombones pressuritzades de diòxid de carboni per al seu inflament ràpid, també les rampes d'evacuació dels avions, en pistoles i rifles de gas comprimit i per a inflar pneumàtics de bicicletes. Com que no és inflamable extingeix flames, s'empren extintors dissenyats per a focs elèctrics, ja que tampoc és conductor del corrent elèctric, que contenen diòxid de carboni líquid a pressió.
La soldadura MAG (Metal Active Gaswelding) és un tipus de soldadura que utilitza un gas protector químicament actiu (diòxid de carboni, argó més diòxid de carboni o argó més oxigen). El material d'aportació té forma de tija molt llarga i és subministrat contínuament i de manera automàtica per l'equip de soldadura. S'utilitza bàsicament per a acers no aliats o de baix aliatge. No es pot usar per a soldar acers inoxidables ni alumini o aliatges d'alumini.
El diòxid de carboni s'injecta comunament a pous de petroli. Serveix com a agent que pressuritza i, quan és dissolt al cru subterrani, redueix significativament la seva viscositat, permetent al petroli fluir més ràpidament a través de la terra fins al pou d'extracció. En jaciments petrolífers madurs, s'utilitzen extenses xarxes de canonades per portar el diòxid de carboni als punts d'injecció.
El CO₂ és utilitzat com a gas refrigerant des del 1866, sobretot durant les dècades de 1920 i 1930. A partir de la dècada de 1930 la introducció del freó-12 a poc a poc el va reemplaçar. Després del 1996, quan el protocol de Montreal prohibí l'ús de CFCs com a refrigerants degut a l'efecte de destrucció de la capa d'ozó, el CO₂ fou recuperat com a gas refrigerant especialment en sistemes de refrigeració industrial. En aquest camp se'l coneix com gas R-744.

### Agricultura
Les plantes precisen de diòxid de carboni per realitzar la fotosíntesi, i els hivernacles poden enriquir les seves atmosferes amb CO₂ addicional per tal d'estimular el creixement de les plantes. A més els nivells alts de diòxid de carboni en l'atmosfera permeten exterminar eficaçment moltes plagues, per aquest motiu els hivernacles augmenten el nivell de CO₂ a 10 000 ppm (un 1%) durant unes quantes hores per eliminar plagues com la mosca blanca, àcars i altres. S'ha proposat emprar el diòxid de carboni que actualment s'emet en les centrals elèctriques és borbollejat a basses per cultivar algues que es podrien llavors transformar en biocombustible dièsel.

### Làser de CO₂

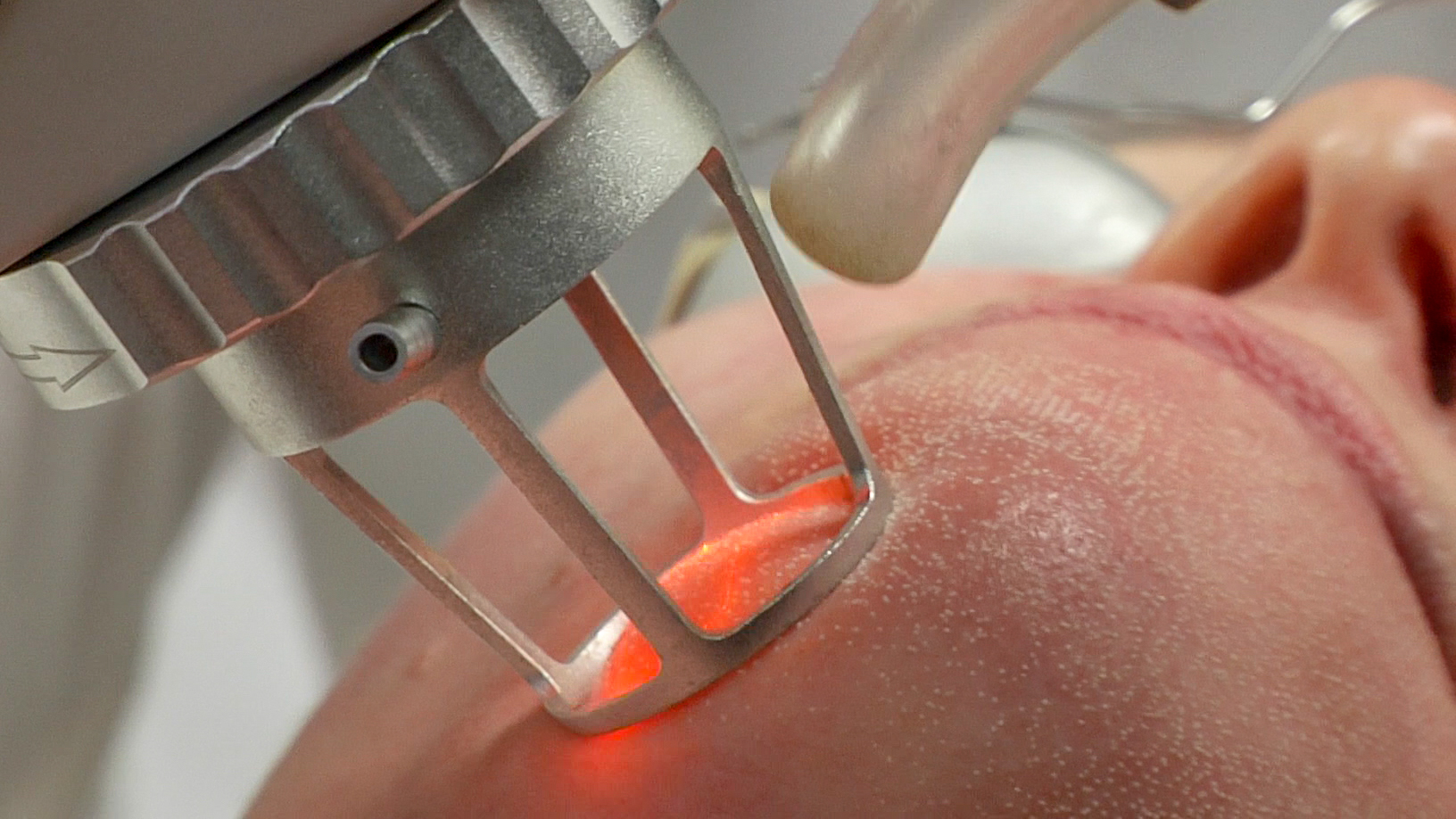
Laser de CO₂ emprat en medicina

El làser de diòxid de carboni és un tipus de làser de gas destacable per la seva gran potència. Fou un dels primers làsers de gas que es desenvoluparen i segueix sent un dels làsers més utilitzats ja que ofereixen la potència més alta en funcionament continu (no polsat). També és un dels làsers més eficients, amb una eficiència de fins al 20%. Emet en l'infraroig amb dues bandes principals a unes longituds d'ona de 9,4 μmi 10,6 μm. S'utilitzen àmpliament en aplicacions industrials de tall i soldadura, com ara a la indústria automobilística, i en procediments quirúrgics, ja que l'aigua dels teixits biològics absorbeix molt bé les freqüències infraroges del làser de diòxid de carboni.

## El problema de l'increment del CO₂ a l'atmosfera

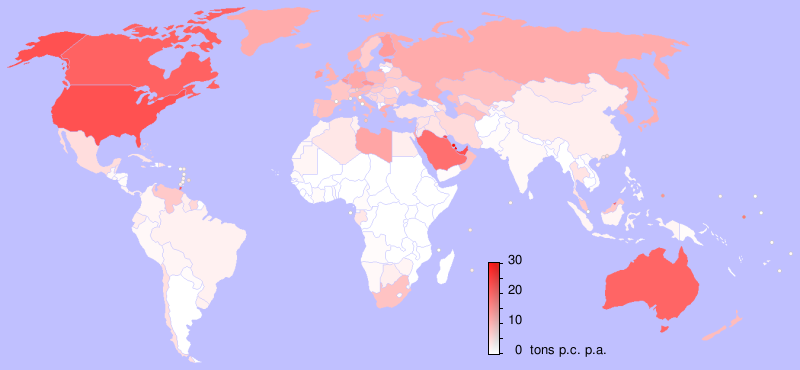
Emissions de diòxid de carboni a l'atmosfera per capita.

L'agost del 2019 la proporció de CO₂ a l'atmosfera de la Terra era al voltant d'un 0,0410 % en volum (exactament 409,95 µL/L o ppmv) o un 0,0620 % en pes de CO₂. Com que la massa de l'atmosfera és de 5,14×1018 kg això representa aproximadament 3,2×1012 tones de CO₂ en el conjunt de l'atmosfera. A causa de l'àrea més gran de terra a l'hemisferi nord i, per tant, a una major superfície vegetal en comparació amb l'hemisferi sud, hi ha una fluctuació anual d'uns 5 µL/L, culminant el maig i arribant a un mínim l'octubre al final de l'estació de creixement de l'hemisferi nord, quan la quantitat de biomassa al planeta és més gran. Malgrat la seva petita concentració, el {\displaystyle {\ce {CO2}}} és un component molt important de l'atmosfera de Terra, perquè absorbeix la radiació infraroja a les longituds d'ona de 4,26 µm i 14,99 µm i realça per tant l'efecte d'hivernacle.

Concentracions atmosfèriques de CO₂ mesurades a Mauna Loa (corba de Keeling).

Emissions globals de carboni fòssil 1800-2000.

El diòxid de carboni té un potencial d'escalfament global (PEG) igual a 1, ja que aquest potencial és definit com l'escalfament produït per un kilogram d'un gas en 100 anys agafant com a unitat l'escalfament produït pel CO₂. És el gas d'efecte d'hivernacle amb menor poder d'escalfament (21 pel metà, 310 per l'òxid de dinitrogen o 23 900 per l'hexafluorur de sofre), però la seva alta concentració respecte a les d'aquests altres gasos fa que el CO₂sigui el responsable del 63,5 % de l'efecte d'hivernacle.
Les emissions antropogèniques són actualment de 28 mil milions de tones, això representa només un 5% del flux de CO₂ total a l'atmosfera, però és suficient per a crear una acumulació d'aquest gas, ja que no existeixen embornals suficients per a ell. Des del començament de la revolució industrial, la concentració de CO₂ atmosfèric ha augmentat en aproximadament 110 µL/L o aproximadament un 40%, la majoria d'aquest augment s'ha produït des de 1945. Les mesures mensuals preses a Mauna Loa mostren un augment de 316 ppmv el 1958 a 410 ppmv el 2019, un augment global de 94 µL/L durant la història de 61 anys de les mesures. La crema de combustibles fòssils (carbó, petroli i gas natural) és la causa principal de l'augment del CO₂ antropogènic; la desforestació és la segona causa essencial, especialment la produïda en països tropicals per a l'expansió de l'explotació forestal, l'agricultura, la ramaderia i en menor mesura la mineria. Per exemple els incendis forestals a Indonèsia de l'any 1997 poden haver alliberat per si sols una proporció del 13% al 40% de l'emissió de CO₂ feta pels combustibles fòssils aquell any.
No tot el CO₂ emès roman en l'atmosfera; una part se n'absorbeix als oceans, a la biosfera i en les roques. La raó entre el CO₂ emès i l'augment de CO₂ atmosfèric es coneix com la fracció aerotransportada; aquesta varia en períodes curts de temps però és típicament d'un 57% en un període de 5 anys.

### Captura de CO₂
Per intentar frenar l'acumulació de CO₂ a l'atmosfera i evitar el canvi climàtic s'han proposat diverses tècniques per captar i emmagatzemar diòxid de carboni evitar emetre'l a l'atmosfera i retenir-lo en embornals de diòxid de carboni. Actualment hi ha tres mètodes de captura del CO₂:

#### Postcombustió
L'objectiu de la postcombustió és separar el CO₂ dels gasos produïts en la combustió d'un combustible fòssil (carbó, petroli o gas natural). Es duu a terme mitjançant la reacció amb aminoalcohols que, en reaccionar amb el CO₂, donen lloc a carbamats. Els aminoalcohols emprats són l'etanolamina o 2-aminoetan-1-ol {\displaystyle {\ce {OHCH2CH2NH2}}}, la dietanolamina {\displaystyle {\ce {(OHCH2CH2)2NH}}} i la diisopropanolamina. Amb la primera la reacció és:{\displaystyle {\ce {OHCH2CH2NH2 + CO2 -> OHCH2CH2NHCOOH}}}

#### Precombustió
La captura de CO₂ en el procés de precombustió està basada en una reacció en la qual intervenen un combustible fòssil i oxigen (o aire). La tècnica de precombustió té per objectiu descarbonitzar el combustible, i separar el CO₂ i l'hidrogen H₂, fent que aquest després pugui ser utilitzat com a combustible, com per exemple, en turbines de gas, piles de combustible, etc. En aquesta mena de mètodes de captura de diòxid de carboni s'obté un gas de síntesi, també anomenat syngas, que està compost per hidrogen i monòxid de carboni {\displaystyle {\ce {CO}}}. Aquest syngas es pot obtenir mitjançant diferents processos (reformat amb vapor d'aigua, oxidació parcial i reformat autotèrmic). La reacció a partir de metà {\displaystyle {\ce {CH4}}} per reformat en vapor d'aigua és:{\displaystyle {\ce {CH4 + H2O -> CO + 3 H2}}}{\displaystyle {\ce {CO + H2O -> CO2 + H2}}}

#### Durant la combustió
En aquest cas, la reacció de combustió es duu a terme amb oxigen pur en lloc d'utilitzar aire, eliminant així la presència de nitrogen i provocant que els productes de la combustió siguin exclusivament CO₂ i H₂O. És important tenir en compte que el fet d'usar oxigen pur provoca que la temperatura de la flama sigui molt alta. Aquesta elevada temperatura pot reduir-se recirculant qualsevol dels dos productes de la reacció. L'oxigen utilitzat en aquest tipus de processos sol produir en processos de baixa temperatura separant l'aire. Això implica un cost elevat referenciat als equips utilitzats i també a l'energia necessària per separar l'oxigen de l'aire.

### Emmagatzematge de CO₂

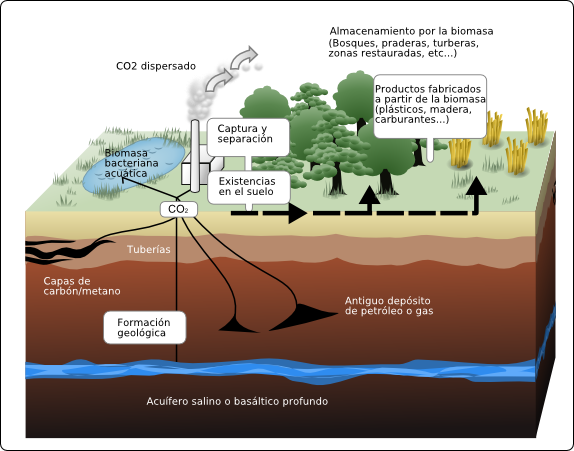
Emmagatzematge de CO2

Per transportar el diòxid de carboni des del punt de captura fins al d'emmagatzematge es poden emprar gasoductes si la distància és curta o vaixells cisterna quan la distància sigui gran. Quant a l'emmagatzemament n'hi ha de tres tipus:

#### Emmagatzematge geològic
Es pot emmagatzemar el CO₂en tres formacions geològiques diferents: jaciments de petroli i gas, formacions salines profundes i capes de carbó inexplorades. En cada cas, l'emmagatzematge geològic de CO₂ es fa injectant en forma condensada en una formació rocosa subterrània. Les formacions rocoses poroses que retenen o han retingut fluids anteriorment són candidats potencials per a l'emmagatzematge de {\displaystyle {\ce {CO2}}}. Les formacions aptes per a l'emmagatzematge poden aparèixer en conques sedimentàries terrestres i marítimes. Les capes de carbó també poden utilitzar-se per a l'emmagatzematge de {\displaystyle {\ce {CO2}}} quan sigui poc probable que el carbó sigui explotat posteriorment i sempre que la permeabilitat sigui suficient.

#### Emmagatzematge oceànic
El diòxid de carboni captat es pot injectar directament en els fons marins (més de mil metres de profunditat). Això s'aconsegueix mitjançant el transport de CO₂ per gasoductes o vaixells a un lloc d'emmagatzematge oceànic, on s'injecta i la columna d'aigua de l'oceà o en els fons marins. Després, el CO₂ dissolt i dispers es convertirà en part del cicle global del carboni. L'emmagatzematge oceànic segueix en fase d'investigació; no obstant això, s'han realitzat experiments a petita escala, així com estudis teòrics i de laboratori.

#### Carbonatació mineral
La carbonatació mineral fa referència a la fixació del diòxid de carboni mitjançant l'ús d'òxids alcalins i alcalinoterris, com ara l'òxid de magnesi {\displaystyle {\ce {MgO}}} i l'òxid de calci {\displaystyle {\ce {CaO}}}, que estan presents en les roques de silicats de formació natural. Les reaccions químiques que es produeixen entre aquests materials i el CO₂ produeixen compostos com el carbonat de magnesi i el carbonat de calci. Així doncs, la carbonatació produeix, entre d'altres, carbonats que es mantenen estables durant llargs períodes i impedeixen que el {\displaystyle {\ce {CO2}}} sigui alliberat a l'atmosfera. La reacció amb òxid de calci es pot representar com:
{\displaystyle {\ce {CaO(s){}+ CO2(g){}-> 2 CaCO3(s)}}}
Tanmateix els òxids de calci i de magnesi rarament se'ls troba presents a la natura i se'ls obté a partir de minerals constituïts per silicats (serpentina, olivina, talc i wol·lastonita). Els silicats poden ser atacats per l'àcid carbònic {\displaystyle {\ce {H2CO3}}} que es produeix en reaccionar el diòxid de carboni amb l'aigua perquè és un àcid més fort que l'àcid silícic {\displaystyle {\ce {H4SiO4}}}. Tots aquests minerals són abundants a l'escorça terrestre, els dos primers contenen magnesi i els altres dos calci. El procés de carbonatació amb la serpentina segueix les següents etapes:
{\displaystyle {\ce {Mg3Si2O5(OH)4(s) + 6HCl(aq) + H2O(l) -> 3MgCl2.6H2O(aq)}}}
{\displaystyle {\ce {MgCl2.6H2O(aq)->[{} \atop {250\;^{o}C}]MgCl(OH)(aq){}+HCl(aq)}}}
{\displaystyle {\ce {2MgCl(OH)(aq) -> Mg(OH)2(s) + MgCl2(s/l)}}}
{\displaystyle {\ce {Mg(OH)2(s) + CO2(g) -> MgCO3(s) + H2O(l)}}}

### Variació en el passat
El mètode més directe per mesurar les concentracions de diòxid de carboni atmosfèriques per a períodes en què el mostreig directe no fou possible és analitzant les bombolles d'aire (fluid o inclusions de gas) atrapat als casquets glacials de l'Antàrtida o Groenlàndia. Els estudis més àmpliament acceptats s'han fet amb testimonis antàrtics i indiquen que els nivells de CO₂ atmosfèrics es trobaven entre els 260-280 ppmv immediatament abans que les emissions industrials comencessin i s'havien mantingut en aquest nivell durant els darrers 10 000 anys.

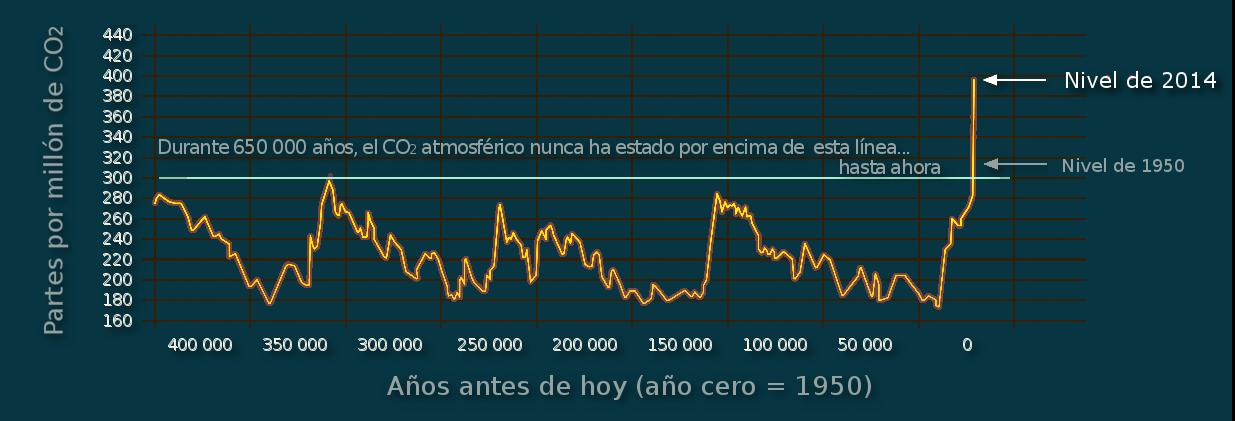
Variacions de CO2 els darrers 400 000 anys

El registre de gel més llarg prové d'Antàrtida Oriental, on s'ha extret gel d'una edat de 650 000 anys abans del present (1950 per convenció). Durant aquest temps, la concentració de diòxid de carboni atmosfèrica ha variat entre 180-210 ppmv durant les glaciacions, augmentant fins a 280-300 µL/L durant els períodes interglacials més calents.
Alguns estudis han discutit l'afirmació que els nivells de CO₂ s'han mantingut estables durant el present interglacial (els darrers 10 000 anys). Basat en una anàlisi de fulles fòssils s'ha deduït que els nivells de CO₂ durant el període de 7 000 a 10 000 anys B.P. eren significativament més altes (~300 µL/L) i contenien substancials oscil·lacions que es poden relacionar amb variacions del clima. D'altres autors han discutit aquestes deduccions, suggerint que és més probable que reflecteixin problemes de calibratge que els canvis reals en la concentració de CO₂. Pertinent a aquesta disputa és l'observació que els testimonis de gel de Groenlàndia sovint informin de nivells de CO₂ més alts i més variables que mesures similars fetes a l'Antàrtida. Tanmateix, els grups responsables de tals mesures creuen que les variacions en els testimonis de Groenlàndia resulten de la descomposició in situ de la pols del carbonat de calci que es trobava en el gel. Quan els nivells de pols de carbonat en els testimonis de Groenlàndia són baixos, com gairebé sempre ho són en els testimonis de l'Antàrtic, els investigadors comuniquen que hi ha un bon acord entre les mesures de CO₂ de Groenlàndia i l'Antàrtida.

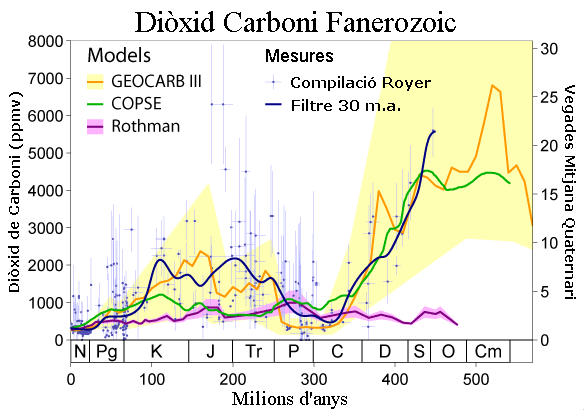
Canvis en la concentració de diòxid de carboni durant el Fanerozoic (els darrers 542 milions d'anys). El període més recent es troba a banda esquerra del gràfic, i ens mostra que la major part dels darrers 550 milions d'anys han experimentat concentracions de diòxid de carboni significativament més altes que les actuals.

Per a períodes més remots, s'han utilitzat diferents mètodes per intentar determinar els nivells de diòxid de carboni atmosfèrics presents fa milions d'anys. Aquests inclouen les proporcions d'isòtops de bor i carboni en certs tipus de sediments marins, i el nombre d'estomes observat en fulles de plantes fòssils. Si bé aquestes mesures donen estimacions molt menys precises de la concentració de diòxid de carboni que els testimonis de gel, hi ha encara una forta evidència a favor de concentracions de CO₂ molt altes (>3 000 ppmv) entre 600 i 400 m.a. BP i entre 200 i 150 m.a. BP.
En escales de temps molt llargues, el contingut de CO₂ atmosfèric està determinat per l'equilibri entre els processos geoquímics incloent-hi l'enterrament de carboni orgànic en sediments, la meteorització de les roques de silicat, i el vulcanisme. L'efecte net de desequilibris lleugers en el cicle de carboni durant milions d'anys ha estat reduir la concentració del CO₂ atmosfèric. Les velocitats d'aquests processos són extremadament lentes; per això són de pertinència limitada per a resoldre el problema de l'excés de CO₂ atmosfèric en períodes de cent anys.
En períodes més recents, la concentració de CO₂ atmosfèrica va continuar caient després d'aproximadament 60 m.a. BP, i hi ha evidència geoquímica que les concentracions ja eren de <300 ppmv fa aproximadament 20 m.a. BP. Les concentracions de CO₂ baixes poden haver estat l'estímul que hagi afavorit l'evolució de les plantes de C4, que van augmentar en gran manera la seva abundància en el període compres fa entre 7 i 5 m.a. BP. Si bé les concentracions de CO₂ contemporànies són probablement les més altes dels darrers 20 milions d'anys, encara no són tan elevades com varen ser fa uns 50 milions d'anys. Estudis actuals han intentat determinar com varen ser les condicions del planeta en el passat amb tan altes concentracions de CO₂ i els resultats es poden classificar com a sorprenents: Una anàlisi dels sediments mostra que les aigües tropicals de l'Atlàntic tenien una temperatura d'uns 35 °C fa entre 100 i 84 milions d'anys, enfront dels 25 °C que tenen en l'actualitat. Uns altres sondejos recents mostren que fa 55 milions d'anys l'Àrtida tenia una mitjana de temperatura d'uns 25 °C i, per tant, gaudia d'un clima tropical com el de Florida.